# سادي مكمان
سادي مكمان (بالإنجليزية: Sadie McMahon)‏ هو لاعب كرة قاعدة أمريكي، ولد في 19 سبتمبر 1867 في ويلمنغتون في الولايات المتحدة، وتوفي في 20 فبراير 1954 في نيو كاسل في الولايات المتحدة.

## وصلات خارجية
- سادي مكمان على موقعبيزبول رفرنس.كوم (الدوري الرئيسي) (الإنجليزية)
- سادي مكمان على موقعبيزبول رفرنس.كوم (الدوري الثانوي) (الإنجليزية)